# Windows Server 2008 R2
Windows Server 2008 R2 je již nepodporovaný operační systém z řady Windows NT od firmy Microsoft z roku 2009, kterému v lednu 2020 skončila rozšířená podpora a v roce 2024 byla ukončena i podpora ESU Year 4 pro produkty provozované v cloudové službě Microsoft Azure. Byl určen pro serverové sítě. Zatímco předchozí Windows Server 2008 byl odvozen od systému Windows Vista, Windows Server 2008 R2 byl odvozen od systému Windows 7. Jeho nástupcem je Windows Server 2012.

## Charakteristika
Windows Server 2008 R2 vydal Microsoft 22. července 2009 jako nástupce Windows Server 2008. Windows Server 2008 R2 používá stejný kód jako Windows 7 (Windows NT 6.1). Firma Microsoft doporučuje verzi R2 pro spolupráci s klientskými stanicemi s Windows 7. Na rozdíl od svého předchůdce Windows Server 2008, podporovala verze R2 pouze 64bitové servery. Mezi novinky v systému patřil .NET Framework 3.5 a webový server IIS 7.5.

## Aktualizace Service Pack
Dne 26. října byla po testovací beta verzi uveřejněna Release Candidate Wave 0 aktualizace Service Pack 1 zároveň pro systém Windows 7 i pro Windows Server 2008 R2. Stejně jako betu i tuto testovací aktualizaci bylo nutné odinstalovat před instalací finální verze balíčku Service Pack 1. Nová vylepšení týkala se specificky verze Server a zahrnovala funkce RemoteFX, pro vzdálené připojení k desktopům a dynamickou paměť, umožňovala běh Hyper-V na serverových virtualizacích pro lepší management operační paměti. SP1 mimo jiné obsahoval všechny předchozí aktualizace systémů Windows 7 a Windows Server 2008 R2. Jeho instalace byla nutná pro instalaci dalších aktualizací, které jej mohly využívat stejně jako pro pokračující zákaznickou podporu.